# Водний конфлікт
Водний конфлікт – це конфлікт між країнами, державами чи соціальними групами за доступ до водних ресурсів. ООН визнає, що водні конфлікти є наслідком протистояння інтересів державних або приватних водокористувачів.. 
Упродовж історії людства відбувалися конфлікти, пов'язані з водою. Як показує досвід, невоєнні водні конфлікти можуть переростати в збройне протистояння. І навпаки, під час ведення бойових дій виникають ті або інші види водних конфліктів.

## Причини
Вода є надзвичайно важливим елементом для людини, життєдіяльность якої тісно пов'язано з наявністю відповідної кількості та якості води. 
Основна причина виникнення водних конфліктів -  дефіцит водних ресурсів, який призводить до конфліктів на місцевому, регіональному та міждержавному рівнях. Напруженість та конфлікти через воду часто виникають на субнаціональному рівні. Наприклад, зростання насильства, пов’язаного з водою, між скотарями та фермерами в країнах Африки на південь від Сахари. 
Почастішали напади на цивільні системи водопостачання під час воєн, які розпочинаються з інших причин, наприклад, в Ємені, Сирії та Іраку. 
Зміна клімату та зростання населення планети також у сукупності створюють нове навантаження на обмежені водні ресурси та підвищують ризик водних конфліктів.

## Типи
Конфлікти, пов'язані з водою, поділити на такі категорії:, .
- Тригер -  вода як спусковий гачок чи причина конфлікту, коли виникає суперечка за  контроль над водою (водними системами), або коли економічний чи фізичний доступ до води чидефіцит води викликають насильство.
- Зброя - вода як зброя конфлікту, коли водні ресурси або самі водні системи використовуються як інструмент або зброя в насильницькому конфлікті.
- Нещасний випадок (жертва) - водні ресурси чи водні системи як жертва конфлікту, коли водні ресурси чи водні системи стають навмисними чи випадковими жертвами або об'єктами насильства.

## Водні конфлікти між державами

### Арабо— ізраїльський конфлікт
Арабо-ізраїльська війна 1967 року була багато в чому пов'язана зі зростаючими потребами в воді на Близькому Сході. Питання і зараз актуальне. Річка Йордан контролюється Ізраїлем, в посушливі періоди Ізраїль обмежує поставки води палестинцям. Під час спекотного літа 2016 року близько 2,8 мільйона арабських жителів Західного берега і місцеві лідери неодноразово скаржилися на відмову в доступі прісної води. Ізраїль звинувачує палестинців в тому, що вони не хочуть сісти за стіл переговорів, щоб вирішити, як оновити застарілу інфраструктуру. Річка Йордан, яка протікає через Ліван, Сирію, Ізраїль, Західний берег і Йорданію, знаходиться в центрі одного з декількох постійних міждержавних конфліктів, пов'язаних з водою. Вона є джерелом напруженості між Ізраїлем і арабськими державами протягом більше 60 років.

### Індо— пакистанський конфлікт
Багато конфліктів між Пакистаном і Індією виникали через користування водами річки Інд, яка протікає по їх території.

### Зіткнення в Африці
В Африці збройні зіткнення через водні запаси не рідкість. Ботсвана, Ангола і Намібія не можуть поділити дельту річки Окаванго.
Найдовша в світі річка Ніл є пунктом розбіжностей між Ефіопією, Суданом і Єгиптом. Єгипет стурбований тим, що зі створенням греблі Великого Ефіопського Ренесансу на р. Блакитний Ніл (ГЕС та велике водосховище) водний стік самого Нілу скоротиться на 25-30 %. Другий етап заповнення водосховища в Ефіопії було завершено 19 липня 2021 року. Через загрозу можливого авіаудару по греблі уряд Ефіопії придбав за кордоном кілька систем ППО середньої дальності, які були встановлені на греблі. 

## Водні конфлікти і Україна

### ДніпроГЕС (1941-1943 рр.)

Дніпровська ГЕС після підриву радянськими підривниками у 1941 р.

Історія водних конфліктів на території України починається з ДніпроГЕС – двох  підривів греблі під час Другої світової війни (1939-1945 рр.). 18 серпня 1941 року о 20:15 після отримання інформації про прорив німецьких військ в районі Запоріжжя греблю ДніпроГЕСу підірвано працівниками НКВС
Вода була використана як зброя. 
Через пробоїну довжиною понад 100 м ринула хвиля, що підняла рівень води в нижньому б’єфі  на декілька метрів, спричиняючи загибель людей, які опинилися в зоні затоплення. Кількість людських жертв не задокументована. У період німецької окупації було відновлено роботу ДніпроГЕС.
Восени 1943 р., відступаючи під натиском Червоної Армії, вже німецькі війська здійснили підрив греблі ДніпроГЕС

### Проблема Північнокримського каналу (з 2014 р.)
Північнокримський канал - зрошувально-обводнювальний канал на півдні України (Херсонська область і АР Крим). Одна з найбільших іригаційних споруд колишнього СРСР. Бере води в річці Дніпро (Каховське водосховище). До 2014 року канал забезпечував до 85 % потреб Криму у прісній воді. З квітня 2014 року відключений. 

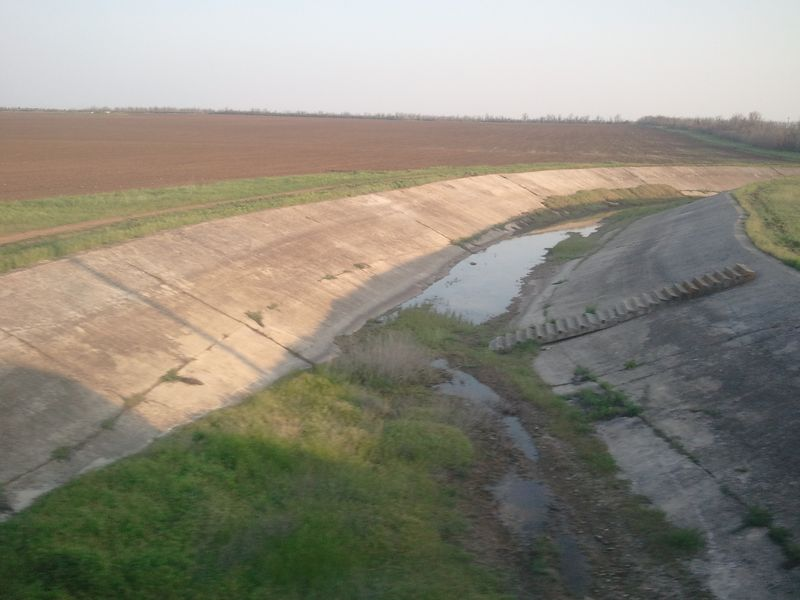
Стан Північнокримського каналу в 2019 р.

Після анексії Криму Росією в березні 2014 року Україна перекрила канал зі свого боку, посилаючись на те, що за Женевською конвенцією забезпечення водою покладається на державу-агресора. Місцева влада Криму не уклала відповідної угоди з Держводагентством і не розрахувалася з боргами за перекачування води (близько 1,5 млн гривень). Натомість здійснювався несанкціонований забір води, що надходила самопливом. Іншою підставою для перекриття було символічне значення каналу: він уособлював зв'язки, що раніше сполучали Росію та Україну.
В перший день повномасштабної російської збройної агресії 24 лютого 2022 року російські окупанти захопили Каховську ГЕС та, відповідно, початок каналу.Вода стала надходити в Крим лише 15 березня 2022 р., як повідомив прем'єр підконтрольного Москві уряду Криму Юрій Гоцанюк.

### Порушення систем водопостачання (з 2014 р.)
На Донбасі в Україні водні конфлікти проявилися в період активних бойових дій (з 2014 р.), коли системи водопостачання ставали навмисними або ж випадковими жертвами насильства. Річка Сіверський Донець, вода якої подається каналом Сіверський Донець-Донбас, є основним джерелом, що забезпечує близько 90% обсягу водокористування в регіоні. 
Канал Сіверський Донець-Донбас має загальну довжину 133 км, з яких 28 км знаходиться в трубопроводі діаметром близько 1,5 м, прокладеному на поверхні. Ці ділянки є найбільш вразливими при артобстрілах. Протягом 2014-2015 рр. через пошкодження під час обстрілів канал Сіверський Донець-Донбас неодноразово зупиняв роботу. Чіткого обліку таких подій в Україні немає. У базі даних Тихоокеанського інституту значиться понад десяток  записів по водних конфліктах на Донбасі, які мали значний суспільний резонанс. В той же час, місія UNICEF зафіксувала 89 атак на воду в 2018 р. і 58 – за перше півріччя 2019 р. , .
Відсутнім було водопостачання мешканців під час блокади російськими військами Маріуполя весною 2022 р., через бойові дії у квітні 2022 р. пошкоджено водогін "«Дніпро-Миколаїв", по якому здійснюється постачання води з р. Дніпро до Миколаєва, .